# Élections législatives de 1951 dans le Cher
Les élections législatives françaises de 1951 se tiennent le 17 juin. Ce sont les deuxièmes élections législatives de la Quatrième République.

## Mode de scrutin
Représentation proportionnelle plurinominale suivant la méthode du plus fort reste dans 103 circonscriptions, conformément à la loi des apparentements : les listes qui se sont « apparentées » avant l'élection remportent tous les sièges de la circonscription si leurs voix ajoutées obtiennent la majorité absolue des suffrages exprimés. Il y a 629 sièges à pourvoir.
Le vote préférentiel est admis. 
Dans le département du Cher, quatre députés sont à élire.

## Candidats

### Liste d'union républicaine, résistante et antifasciste
| N° | Candidats | Candidats       | Parti | Principales fonctions                                                                                                 |
| -- | --------- | --------------- | ----- | --- |
| 01 |           | Marcel Cherrier | PCF   | Député sortant, ancien résistant, conseiller municipal de Bourges                                                     |
| 02 |           | Angèle Chevrin  | PCF   | Député sortant, veuve de fusillé                                                                                      |
| 03 |           | Alcide Métier   | PCF   | Vigneron, conseiller municipal de Saint-Amand-Montrond                                                                |
| 04 |           | Léo Mérigot     | PCF   | Docteur-chirurgien, Président du Comité de Libération de Vierzon, conseiller général, conseiller municipal de Vierzon |

### Liste du Rassemblement du peuple français
| N° | Candidats | Candidats           | Parti | Principales fonctions                                                               |
| -- | --------- | ------------------- | ----- | ----------------------------------------------------------------------------------- |
| 01 |           | Raymond Boisdé      | RPF   | Ingénieur de l'École Centrale, Bourges                                              |
| 02 |           | René Malleret       | RPF   | Pharmacien, conseiller municipal de Vierzon                                         |
| 03 |           | Maurice Cherrier    | RPF   | Agent d'assurances, conseiller général du canton de Baugy, maire de Bengy-sur-Craon |
| 04 |           | Lucien-Marie Desmet | RPF   | Docteur en médecine à Aubigny-sur-Nère                                              |

### Liste du Parti socialiste SFIO
| N° | Candidats | Candidats       | Parti | Principales fonctions                                                                        |
| -- | --------- | --------------- | ----- | -------------------------------------------------------------------------------------------- |
| 01 |           | Lucien Coffin   | SFIO  | Secrétaire d'Etat à la France d'Outre-Mer, instituteur, député sortant, Saint-Amand-Montrond |
| 02 |           | Maurice Caron   | SFIO  | Président-directeur général du "Berry républicain", ancien résistant, maire de Vierzon       |
| 03 |           | René Henry      | SFIO  | Ingénieur à Nord-Aviation, Bourges                                                           |
| 04 |           | Edmond Ratillon | SFIO  | Cultivateur, conseiller général du canton de Sancergues, maire de Charentonnay               |

### Liste du Rassemblement des gauches républicaines et du Parti radical-socialiste
| N° | Candidats | Candidats         | Parti   | Principales fonctions                                                                                 |
| -- | --------- | ----------------- | ------- | --- |
| 01 |           | Jacques Genton    | RGR     | Sous-Préfet                                                                                           |
| 02 |           | Jean Gaulmier     | RGR     | Exploitant agricole à Charenton-du-Cher                                                               |
| 03 |           | Émilienne Leclerc | Radical | Institutrice, conseillère générale du canton de Nérondes                                              |
| 04 |           | Gustave Sarrien   | Radical | Sénateur, ancien Préfet du Cher, inspecteur général de l'agriculture, conseiller municipal de Bourges |

### Liste du Centre national des indépendants et paysans
| N° | Candidats | Candidats       | Parti | Principales fonctions                                                                                                  |
| -- | --------- | --------------- | ----- | --- |
| 01 |           | Charles Durand  | PPUS  | Agriculteur à Neuvy-le-Barrois, ancien résistant                                                                       |
| 02 |           | Armand Lanote   | DVD   | Ancien conseiller municipal de Paris, ancien conseiller général de la Seine, conseiller national du commerce extérieur |
| 03 |           | Jacques Lamy    | DVD   | Avocat |
| 04 |           | Tom Hainguerlot | PPUS  | Propriétaire exploitant à Vinon                                                                                        |

### Liste du Mouvement républicain populaire
| N° | Candidats | Candidats      | Parti | Principales fonctions                                            |
| -- | --------- | -------------- | ----- | ---------------------------------------------------------------- |
| 01 |           | Daniel Boisdon | MRP   | Ancien Président de l'Union française (1947-1950), ancien député |
| 02 |           | René Bobo      | MRP   | Artisan teinturier à Bourges                                     |
| 03 |           | Louis Luret    | MRP   | Ouvrier décorateur                                               |
| 04 |           | Pierre Rateau  | MRP   | Commerçant                                                       |

### Liste de l'Union démocratique et socialiste de la résistance
| N° | Candidats | Candidats             | Parti | Principales fonctions                               |
| -- | --------- | --------------------- | ----- | --------------------------------------------------- |
| 01 |           | Yves de Hauteclocque  | UDSR  | Propriétaire exploitant à Saint-Georges-sur-la-Prée |
| 02 |           | Pierre Guyot          | UDSR  | Industriel                                          |
| 03 |           | Emmanuel de Pommereau | UDSR  | Propriétaire exploitant à Sens-Beaujeu              |
| 04 |           | Léon Chaussé          | UDSR  | Cultivateur                                         |

### Liste de défense des libertés
| N° | Candidats | Candidats       | Parti                | Principales fonctions      |
| -- | --------- | --------------- | -------------------- | -------------------------- |
| 01 |           | Jean Guyard     | Défense des libertés | Electricien                |
| 02 |           | André Greffet   | Défense des libertés | Hôtelier                   |
| 03 |           | Jean Batifol    | Défense des libertés | Représentant de commerce   |
| 04 |           | Ernest Martinet | Défense des libertés | Entrepreneur de maçonnerie |

## Élus
| Député sortant  | Parti | Parti | Député élu ou réélu | Parti | Parti   |
| --------------- | ----- | ----- | ------------------- | ----- | ------- |
| Marcel Cherrier |       | PCF   | Marcel Cherrier     |       | PCF     |
| Angèle Chevrin  |       | PCF   | Jacques Genton      |       | Rad soc |
| Lucien Coffin   |       | SFIO  | Lucien Coffin       |       | SFIO    |
| Claude Thoral   |       | RPF   | Raymond Boisdé      |       | RPF     |

## Résultats

### Résultats à l'échelle du département
- Les listes de la SFIO, du RGR, du CNIP, du MRP et de l'UDSR se sont apparentées.
- Leurs voix cumulées représentant moins de 50% des exprimés, les sièges sont répartis à la proportionnelle entre tous les partis.
- Le score de l'apparentement est considéré comme celui d'une liste pour la répartition générale, ensuite la répartition interne des sièges entre apparentées se fait également à la proportionnelle.

| Parti    | Parti                                               | Tête de liste        | Résultats | Résultats | Sièges |  |
| Parti    | Parti                                               | Tête de liste        | Voix      | %         |        |  |
| -------- | --------------------------------------------------- | -------------------- | --------- | --------- | ------ |  |
|          | Parti communiste français                           | Marcel Cherrier      | 48 986    | 35,49     | 1      |  |
|          | Rassemblement du peuple français                    | Raymond Boisdé       | 34 422    | 24,94     | 1      |  |
|          | Section française de l'Internationale ouvrière *    | Lucien Coffin        | 16 762    | 12,15     | 1      |  |
|          | Rassemblement des gauches républicaines *           | Jacques Genton       | 12 552    | 9,09      | 1      |  |
|          | Centre national des indépendants et paysans *       | Charles Durand       | 11 276    | 8,17      | 0      |  |
|          | Mouvement républicain populaire *                   | Daniel Boisdon       | 8 163     | 5,91      | 0      |  |
|          | Union démocratique et socialiste de la Résistance * | Yves de Hauteclocque | 3 331     | 2,41      | 0      |  |
|          | Déf. lib                                            | Jean Guyard          | 1 438     | 1,04      | 0      |  |
|          |                                                     |                      |           |           |        |  |
| Inscrits | Inscrits                                            | Inscrits             | 180 857   | 100,00    | 4      |  |
| Votants  | Votants                                             | Votants              | 141 877   | 78,45     |        |  |
| Exprimés | Exprimés                                            | Exprimés             | 138 021   | 97,28     |        |  |